# 사이토 다이스케 (1974년)
사이토 다이스케(일본어: 斎藤 大輔, 1974년 11월 19일 ~ )는 일본의 전 축구 선수이다.

## 구단 경력
과거 감바 오사카, 세레소 오사카, 제프 유나이티드 지바에서 활동하였다.